# Wilhelm Wolfgang Bröll
Wilhelm Wolfgang Bröll (auch: W. W. Bröll, Pseudonyme: William Burns, Peter Wolick, * 9. Juli 1913 in Gelsenkirchen; † 28. Februar 1989 in Gummersbach) war ein deutscher Schriftsteller.

## Leben
Über Wilhelm Wolfgang Brölls Leben liegen kaum Informationen vor. Der Autor lebte in Köln und später in Gummersbach, wo er einer Freimaurerloge angehörte.
Wilhelm Wolfgang Bröll veröffentlichte bereits zwischen 1938 und 1940 einige Kriminalromane. Ab 1948 erschienen von ihm zahlreiche erfolgreiche Romane für den Leihbuch- und Heftroman-Markt, die anfangs vorwiegend dem Genre der Science-Fiction zuzurechnen sind; daneben entstanden aber auch weitere  Kriminal- und Wildwestromane. Ab den späten 1950er Jahren schrieb Bröll unter dem Pseudonym „Peter Wolick“ Kinder- und Jugendbücher. In den 1960er Jahren wirkte er auch als Übersetzer bzw. Bearbeiter an sogenannten „Fernsehbüchern“ mit, in denen Episoden aus erfolgreichen Serien wie z. B. Lassie und Bonanza nacherzählt wurden; außerdem verfasste er einige Hörspiele, Drehbücher zu Fernsehspielen sowie Schlagertexte.

## Werke
- Die mordende Blume, Auffenberg, Berlin 1938, DNB 572533926
- Der silberne Wolf, Auffenberg, Berlin 1938, DNB 572774877
- Das Haus in den blauen Sümpfen, Auffenberg, Berlin 1939, DNB 572533934
- Die Todesspringer, Auffenberg, Berlin 1939, DNB 572774869
- Der Teufel von San Franzisko, Verlag Die Lampions, Berlin 1948, DNB 780076559
- Mord um Mitternacht, Magnus & Marsula, Castrop-Rauxel 1948, DNB 363386793
- Patricia und die Drei, Buch & Presse, Castrop-Rauxel 1948, DNB 363386807
- Schatten über Chikago, Epoche Verlag, Köln 1949, DNB 450716260 (unter dem Namen William Burns)
- Sennor Linares hat ausgespielt, Liebel, Nürnberg 1950, DNB 455753075
- Die Wölfe vom Straits-Paß, Liebel, Nürnberg 1950, DNB 455753288
- Flammende Grenzen, Hönne Verlag, Balve i. Westf. 1951, DNB 455752907
- Ein Mann kommt zurück, Panther Verlag, Menden i. Westfl. 1951, DNB 572774850
- Atomstadt Uto 2, Hönne Verlag, Balve i. Westf. 1952, DNB 455753229
- Satan Gold, Marken Verlag, Balve i. Westf. 1952, DNB 455493618 (Westmann-Erdball-Romane Band 639)
- Die schwarze Viper, Hönne Verlag, Balve i. Westf. 1952, DNB 455753245
- Das Tal der grünen Nebel, Hönne Verlag, Balve i. Westf. 1952, DNB 455753164
- Tod aus dem All, Hönne Verlag, Balve i. Westf. 1952, DNB 455753172
- Das tönende Licht, Hönne Verlag, Balve i. Westf. 1952, DNB 455752966
- Der Geisterfluß, Hönne Verlag, Balve i. Westf. 1953, DNB 455752885
- Die gläsernen Türme, Hönne Verlag, Balve i. Westf. 1953, DNB 455753199
- Ein Mann kam aus Texas, Hönne Verlag, Balve i. Westf. 1953, DNB 455752974
- Der Unheimliche, Hönne Verlag, Balve i. Westf. 1953, DNB 455753210
- Unternehmen Atlantis, Hönne Verlag, Balve i. Westf. 1953, DNB 455752818
- Der Vampir von London, Hönne Verlag, Balve i. Westf. 1953, DNB 455753237
- Geheimexperiment A 13, Hönne Verlag, Balve i. Westf. 1954, DNB 455752850
- Geheimnis am Nebelsee, Hönne Verlag, Balve i. Westf. 1954, DNB 455752869
- Die Stadt der Unsichtbaren, Hönne Verlag, Balve i. Westf. 1954, DNB 455753113
- Todesfalter, Hönne Verlag, Balve i. Westf. 1954, DNB 455753180
- Und die Uhren standen still, Hönne Verlag, Balve i. Westf. 1954, DNB 455753202
- Der Herr der vierten Dimension, Hönne Verlag, Balve i. Westf. 1955, DNB 455752915
- Der magische Strahl, Hönne Verlag, Balve i. Westf. 1955, DNB 455753121
- Mörder an Bord, Hönne Verlag, Balve i. Westf. 1955, DNB 841110492
- Spione aus dem All, Hönne Verlag, Balve i. Westf. 1955, DNB 455753083
- Melodie des Todes, Hönne Verlag, Balve i.W. ca. 1955, DNB 910895406
- Koordinaten des Todes, Hönne Verlag, Balve i.W. ca. 1955, DNB 841115362
- Alarm in Zone X, Engelbert, Balve 1956, DNB 455752796
- Das Geheimnis der Planetoiden, Engelbert, Balve 1956, DNB 455752877
- Der Herrscher von Suent-Ling, Hönne Verlag, Balve i. Westf. 1956, DNB 455752923
- Die tödlichen Nebel, Hönne Verlag, Balve i. Westf. 1956, DNB 455753016
- Ruf aus dem All, Engelbert, Balve 1956, DNB 455753067
- Mein Freund Fadossin, Engelbert, Balve i. Westf. 1957, DNB 455752842 (unter dem Namen Peter Wolick)
- Das Phantom des grauen Hauses, Balowa, Balve i.W. 1957, DNB 455753032
- Phantome unter uns, Hönne Verlag, Balve i. Westf. 1957, DNB 455753040
- Barb, Engelbert, Balve i. Westf. 1958, DNB 572533918 (unter dem Namen Peter Wolick)
- Drei Jungen und ein toller Plan, Engelbert, Balve i. Westf. 1958, DNB 572533942 (unter dem Namen Peter Wolick); Neuausgabe (mit gleichem Pseudonym) unter dem Titel Die Bucht der versunkenen Schiffe, Balve 1968, DNB 458696773
- Im Banne der Stählernen, Hönne Verlag, Balve i.W. 1958, DNB 770125298
- Das Laboratorium des Satans, Hönne Verlag, Balve i. Westf. 1958, DNB 455752958
- Reiter um Mitternacht, Pabel, Rastatt (Baden) 1958, DNB 363386815 (unter dem Namen William Burns)
- Die Stadt der toten Seelen, Hönne Verlag, Balve i. Westf. 1958, DNB 455753105
- Die Hexe von Brooklyn, Hönne Verlag, Balve i. Westf. 1959, DNB 910884455
- Im Vorhof der Hölle, Hönne Verlag, Balve i. Westf. 1959, DNB 455753253
- Im Zeichen des Dreiecks, Hönne Verlag, Balve i. Westf. 1959, DNB 455753296
- Die Runde von Linares, Pabel, Rastatt (Baden) 1959, DNB 363386823 (unter dem Namen William Burns)
- Schlagbaum des Todes, Lübbe, Bergisch Gladbach 1959, DNB 36338684X (unter dem Namen William Burns)
- Im Raum der roten Monde, Hönne Verlag, Balve i.W. 1960, DNB 455753059
- Das Monstrum, Hönne Verlag, Balve i.W. 1960, DNB 455753008
- Manuels große Stunde, Engelbert, Balve i. Westf. 1962, DNB 455753148  (unter dem Namen Peter Wolick)
- Tote telefonieren nicht, Rastatt/Baden 1963, DNB 450817644 (Condra Kriminal Band 20)
- Das zerbrochene Alibi, Pabel, Rastatt (Baden) 1963, DNB 450817547 (Condra Kriminal Band 12)
- Toller Wirbel um Kiki, Engelbert, Balve i. Westf. 1963, DNB 455753261 (unter dem Namen Peter Wolick)
- Ein Dorf steht kopf, Engelbert, Balve 1964, DNB 455752834 (unter dem Namen Peter Wolick)
- Sue, das Mädchen mit den Mandelaugen, Engelbert, Balve i. Westf. 1964, DNB 455753156 (unter dem Namen Peter Wolick)
- Patsy und die drei, Engelbert, Balve i.W. 1965, DNB 455753024
- Ein Sommer voller Übermut, Engelbert, Balve i. Westf. 1965, DNB 455753091 (unter dem Namen Peter Wolick)
- Hilfe, ich bin eine Dame!, Engelbert, Balve i. Westf. 1966, DNB 458696846 (unter dem Namen Peter Wolick)
- Kleine Freundin aus Paris, Engelbert, Balve i. Westf. 1966, DNB 458696854 (unter dem Namen Peter Wolick)
- Brüder sind oft keine Engel, Engelbert, Balve i. Westf. 1967, DNB 458696765 (unter dem Namen Peter Wolick)
- Der geheimnisvolle Herr Kules, Engelbert, Balve i. Westf. 1967, DNB 458696838 (unter dem Namen Peter Wolick)
- Achtung, Fernseh-Fahndung, Engelbert, Balve i. Westf. 1969, DNB 458696757 (unter dem Namen Peter Wolick)
- Sexta B auf Kriegspfad, Engelbert, Balve i. Westf. 1969, DNB 458696927 (unter dem Namen Peter Wolick)
- Sexta B: Eine trübe Tasse, Engelbert, Balve i. Westf. 1969, DNB 458696919 (unter dem Namen Peter Wolick)
- Lieber Onkel Bill, Engelbert, Balve i. Westf. (unter dem Namen Peter Wolick)
  - 1 Lieber Onkel Bill, DNB 458696870, 1970
  - 2. Tage voller Sonnenschein, 1971, DNB 458696889
  - 3. Buffy und Jody in Nöten, 1971, DNB 730395677
  - 4. Übermut mal zwei, 1972, DNB 730160343
  - 5. Wochenend mit Hindernissen, 1972, DNB 730221865
- Sexta B dreht einen Film, Engelbert, Balve i. Westf. 1970, DNB 458696935 (unter dem Namen Peter Wolick)
- Sexta B: Little John aus Texas, Engelbert, Balve i. Westf. 1970, DNB 458696897 (unter dem Namen Peter Wolick)
- Skippy, Engelbert, Balve i. Westf. (unter dem Namen Peter Wolick)
  - 1 Skippy, 1970, DNB 458696951
  - 2. SOS vom Stützpunkt 8, 1970, DNB 458696978
- Die Försterkinder vom Wildbachtal, Balve i. Westf. (unter dem Namen Peter Wolick)
  - 1 Die Försterkinder vom Wildbachtal, 1971, DNB 458696811
  - 2. Wild in Gefahr, 1972, DNB 730227596
  - 3. Die Füchsin Blaschka, 1973, DNB 365368067
  - 4. Der Rote vom Hochfirst, 1974, DNB 740213083
  - 5. Sagitta, ein neuer Freund, 1975, DNB 750200596
- Sexta B: Spuk im alten Kastell, Engelbert, Balve i. Westf. 1971, ISBN 3-536-00898-4 (unter dem Namen Peter Wolick)
- Detektiv-Klub Schwarze Hand, Balve i. Westf. (unter dem Namen Peter Wolick)
  - 1. Schwarze Hand greift ein, 1973, ISBN 3-536-01043-1
  - 2. Schwarze Hand klärt auf, 1974, ISBN 3-536-01124-1
  - 3. Schwarze Hand in Fahrt, 1975, ISBN 3-536-01191-8
  - 4. Schwarze Hand hört mit, 1976, ISBN 3-536-01252-3
- Tierfänger, Abenteurer, Gaukler und Banditen, Balve i. Westf. 1974, ISBN 3-536-01158-6 (unter dem Namen Peter Wolick)
- Die Geisterdschunke, Balve i. Westf. 1976, ISBN 3-536-01266-3 (unter dem Namen Peter Wolick)

## Übersetzungen/Bearbeitungen
- George Giersen: Alarmierende Nachrichten, Balve i. Westf. 1964, DNB 451543238 (übersetzt unter dem Namen Peter Wolick)
- George Giersen: Gefährliche Ferien, Balve i. Westf. 1970, DNB 456754555 (übersetzt unter dem Namen Peter Wolick)
- George Giersen: Die Hütte im Schlangengrund, Balve i. Westf. 1963, DNB 451543149 (übersetzt unter dem Namen Peter Wolick, zusammen mit Hansheinz Werner)
- George Giersen: Im Höhlenlabyrinth, Balve i. Westf. 1965, DNB 451543181 (übersetzt unter dem Namen Peter Wolick)
- George Giersen: Rätselhafte Zeichen, Balve i. Westf. 1967, DNB 456754571 (übersetzt unter dem Namen Peter Wolick)
- George Giersen: Sturm über Calverton, Balve i. Westf. 1966, DNB 456754598 (übersetzt unter dem Namen Peter Wolick)
- George Giersen: Zwischenfall am North Creek, Balve i. Westf. 1968, DNB 456754601 (übersetzt unter dem Namen Peter Wolick)
- Robert Guez: Eine Entdeckung in der Felsengrotte, Balve i. Westf. 1963, DNB 451726235 (übersetzt unter dem Namen Peter Wolick, zusammen mit Hansheinz Werner)
- Robert Guez: Der Fluch des Pharao, Balve i. Westf. 1964, DNB 451726243 (übersetzt unter dem Namen Peter Wolick, zusammen mit Hansheinz Werner)
- Kurt Vethake: Einer spielt falsch, Balve i. Westf. 1969, DNB 456158537 (bearbeitet unter dem Namen Peter Wolick)
- Kurt Vethake: Gefahr für Little Joe, Balve i. Westf. 1970, ISBN 3-536-00871-2 (bearbeitet unter dem Namen Peter Wolick)
- Kurt Vethake: Eine heiße Spur, Balve i. Westf. 1970, DNB 368784215 (bearbeitet unter dem Namen Peter Wolick)
- Richard Warner: Die Gespensterstadt, Balve i. Westf. 1964, DNB 455377081  (übersetzt unter dem Namen Peter Wolick, zusammen mit Hansheinz Werner)
- Richard Warner: Mit Sprechfunk und schnellen Pferden, Balve i. Westf. 1964, DNB 455377073 (übersetzt unter dem Namen Peter Wolick, zusammen mit Hansheinz Werner)
- Richard Warner: SOS im Niemandsland, Balve i. Westf. 1965, DNB 455377103 (übersetzt unter dem Namen Peter Wolick, zusammen mit Hansheinz Werner)